# Diego Rosende
Diego Rosende Lagos (Chile, 11 de febrero de 1986) es un exfutbolista chileno, que jugaba como centrocampista. Originalmente se desempeñó como líbero, evolucionando después al puesto de lateral derecho.

## Trayectoria
Nacido en Santiago de Chile. Realizó su formación académica en el colegio del Verbo Divino, en donde demostró todo su talento para luego pasar a ser parte del club deportivo Universidad Católica. Posteriormente estuvo a préstamo en Coquimbo y regresó a la UC. Durante el año 2009 llega a reforzar a Unión Española. Para el Apertura 2010 vuelve de cesión a la UC. Finaliza contrato a fines del año 2010 tras una negativa en su renovación. En el año 2011 es traspasado a Deportes La Serena y al año siguiente, pasa a formar parte del Club Deportivo Palestino, desempeñándose en la posición de volante mixto.

## Clubes
| Club                 | País  | Año       |
| -------------------- | ----- | --------- |
| Universidad Católica | Chile | 2005-2006 |
| Coquimbo Unido       | Chile | 2007      |
| Universidad Católica | Chile | 2007-2008 |
| Unión Española       | Chile | 2009      |
| Universidad Católica | Chile | 2010      |
| Deportes La Serena   | Chile | 2011      |
| Palestino            | Chile | 2012-2019 |
| Magallanes           | Chile | 2020-2021 |

## Palmarés

### Campeonatos nacionales
| Título           | Club                 | País  | Año  |
| ---------------- | -------------------- | ----- | ---- |
| Primera División | Universidad Católica | Chile | 2005 |
| Primera División | Universidad Católica | Chile | 2010 |
| Copa Chile       | Palestino            | Chile | 2018 |